# Giordano Piccinotti
Giordano Piccinotti, né le 23 février 1975 à Manerbio, dans la province de Brescia en Italie, est un archevêque catholique italien, président de l'Administration du patrimoine du siège apostolique (APSA) depuis octobre 2023.

## Biographie
Le 12 septembre 2004, il fait profession solennelle dans l'ordre des Salésiens. Il est titulaire d'une licence en théologie spirituel de l'université pontificale salésienne. Il est ordonné prêtre le 17 juin 2006 par Francesco Beschi (en).
Il exerce différentes fonctions au sein des Salésiens, étant notamment économe des maisons salésiennes de Lugano de 2007 à 2011 et de 2016 à 2017 ainsi que du centre « San Carlo » de Milan, de 2011 à 2015. Il a également occupé le rôle d'économe au niveau provincial, au cours du sexennat 2011-2017.
Le 2 octobre 2023, il est nommé président de l'Administration du patrimoine du siège apostolique (APSA) au sein de la curie romaine,.
Le 31 janvier 2024, il est nommé archevêque titulaire de Gradisca (de). Il est consacré évêque le 20 avril 2024 à la basilique Sainte-Marie-Majeure à Rome par le cardinal Emil Paul Tscherrig, nonce apostolique émérite, assisté du cardinal Cristóbal López Romero, salésien et archevêque de Rabat et de Lucas Van Looy, aussi salésien et évêque émérite de Gand. Il est ordonné lors de la même cérémonie que le cardinal Ángel Fernández Artime, recteur majeur des Salésiens.